# San Michele (torrente)
Il San Michele è un torrente che scorre nella provincia di Brescia.

## Percorso
Nasce dal Monte Lavino, nel comune di Tremosine sul Garda, percorre la Valle San Michele, attraversando il territorio dei comuni di Tremosine e Tignale; sia la valle, sia il fiume prendono il nome dall'eremo di San Michele. Sfocia nel lago di Garda presso Campione. Nel tratto a monte, il torrente scorre in una profonda forra in cui viene praticato il torrentismo; la parte alta del corso del torrente è compresa nel Parco Alto Garda Bresciano.